# Goussiov
Goussiov est une nouvelle d’Anton Tchekhov, parue en 1890.

## Historique
Goussiov  fut initialement publiée dans la revue russe Temps nouveaux, du 25 décembre 1890, numéro 5326. Aussi traduit en français sous le titre Gousiev. La nouvelle a été écrite à Colombo lors du voyage de retour de l’Île Sakhaline.

## Résumé
À bord d'un navire qui fait le trajet entre l’extrême-orient russe et la mer Noire via les mers du Sud, le soldat Goussiov, qui a fini ses cinq années de service, rêve des siens qu’il va bientôt retrouver. Il a été l'aide de camp d'un lieutenant pendant son service. Le travail n'a pas été pénible, mais il a attrapé la tuberculose. 
Sur le bateau, Goussiov est à l'infirmerie. Il ne mange plus. Il a beaucoup maigri. Il n’en a plus pour longtemps. D’ailleurs, un marin lui conseille de remettre son argent au commandant du navire pour qu’il soit transmis à sa famille.
Goussiov meurt, son corps est cousu dans un sac, lesté, jeté à la mer. Un requin déchire le sac.

## Édition française
- Goussiov, traduit par Édouard Parayre, révision de Lily Dennis, éditions Gallimard, Bibliothèque de la Pléiade,  1967  (ISBN 978 2 07 0105 49 6).